# Старе Місто (Краків)
Старе́ Мі́сто (пол. Stare Miasto) — найстаріша частина міста Кракова, оточена з усіх боків парком Планти. Центральною частиною є Площа Ринок, або Головний Ринок(пол. Rynek Główny). Входить до складу адміністративного району Старе Місто.
У 1978 році Старе Місто Кракова разом із Вавельським замком, єврейським кварталом Казімеж і кварталом Страдом були внесені до списку світової спадщини ЮНЕСКО. У 1994 році Старе Місто, Вавель, Казімеж, Страдом, Новий Світ і Пясек були оголошені історичною пам'яткою Польщі.
Основні пам'ятки Старого Міста Кракова розташовані на головній площі: Маріацький костел, Сукенніци і вежа ратуші, а також рештки укріплень — Флоріанська брама і Барбакан.

## Становлення архітектури Старого міста

### Ренесанс
Епоха Відродження є періодом найбільшого розквіту Старого міста. В цей час Вавельський собор перебудували в італійському стилі. Роботи виконували італійські художники, запрошенні польською королевою Боною Сфорца. На запрошення приїхали такі майстри як: Бартоломео Берреччі, Франческо з Флоренції, Джованні Марія Падовано, Санті Ґуччі. Дуже характерною частиною Відродження Старого Міста є вулиця Канонічна.

### Бароко
В XVII столітті починається епоха бароко і саме тоді король Сигізмунт III став покровителем культури. Завдяки йому був запрошений архітектор Джованні Баттіста Тревано, який перебудував церкву Святих Петра і Павла у бароковому стилі. Впродовж цього періоду Старе місто було двічі зруйноване шведами (1655, 1657). В кінці сімнадцятого століття було збудовано академічну колегію Святої Анни.
У першій половині у XVIII столітті такі архітектори як Каспер Бажанка та Франческо Палатіді збагатили архітектуру Кракова новими витворами мистецтва. Барокова культура зробила значний внесок в сучасний вигляд Старого Міста. Старі готичні церкви були перебудовані в дусі бароко, повстали нові вівтарі, скульптури та ікони.
У XIX столітті вирішено ліквідувати міські укріплення, які знаходилися в аварійному стані. Таке рішення було прийнято австрійською владою, але акція знесення проводилася в період Варшавського герцогства (1807-1815). Завдяки зусиллям професора Фелікса Радванського були врятовано невеликий відрізок оборонних мурів. На звільненому місці розбили Парк Планти.
У той же час був створений Міський театр розташований на площі Святого Духа. Театр збудований на місці старого монастиря-лікарні, яким завідував монаший Орден Святого Духа. Ці старі будівлі збереглися до ХІХ століття. аж поки 1893 року на їх місці не було збудовано будівлю театру,яскравого прикладу еклектичної архітектури.

## Будівлі Старого міста, занесені у Список ЮНЕСКО

### Площа Ринок

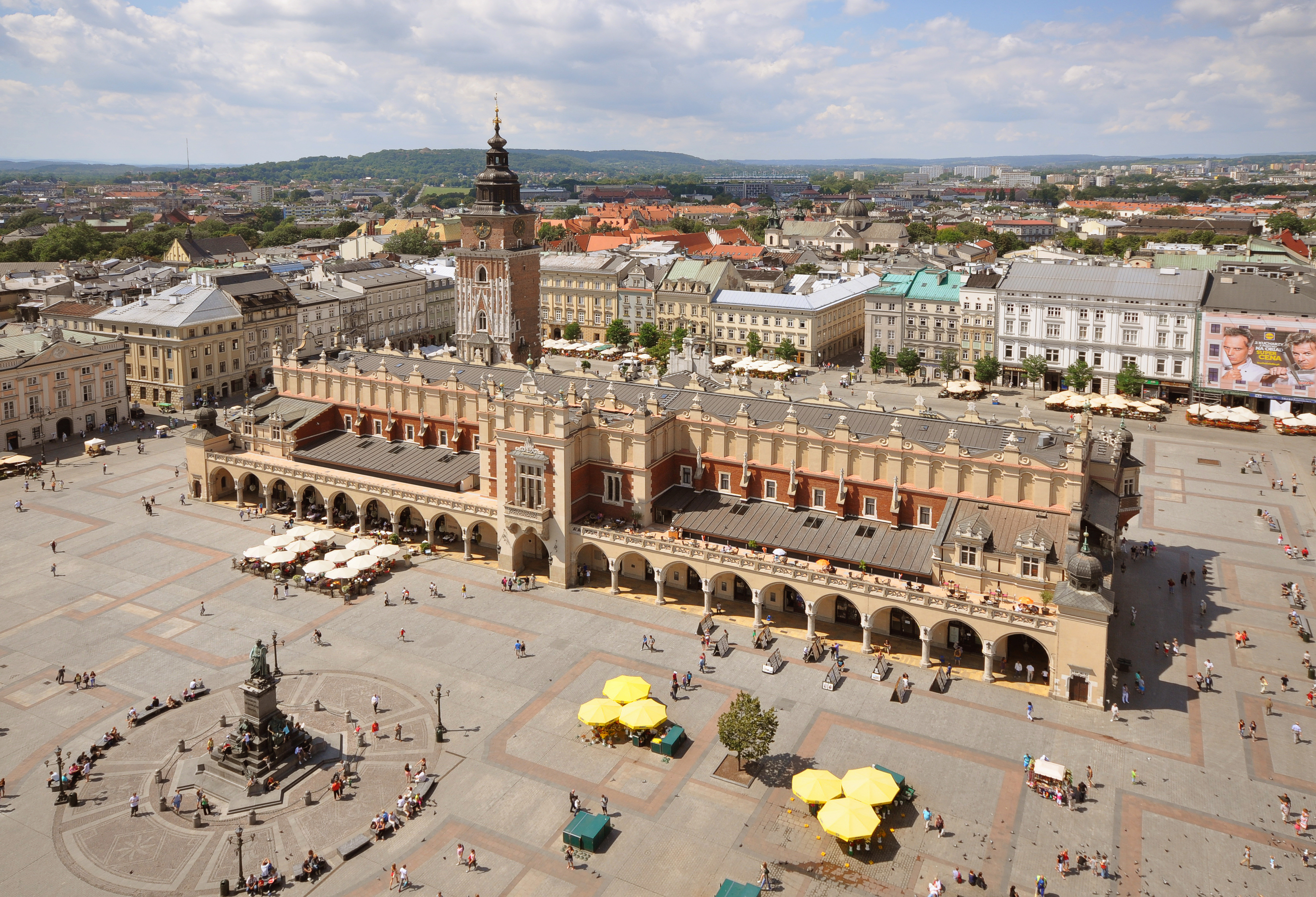
Площа Ринок з висоти пташиного польоту

Зміни, які призвели до перетворення Ринкової площі на репрезентативну площу, як ми її знаємо сьогодні, почалися після кінця 18 ст і тривали з різною інтенсивністю протягом 19 століття.

Мапа Старого Міста

У 1782 році, на південній стороні вежі ратуші, для краківського гарнізону польських військ було створено класичний зворотний бік. У вісімнадцятому столітті так звані Будинок офіцерів та готичний будинок Великих ваг було перебудовано. Процес організації ринку активізувався після Третього поділу — в перші роки 19-го століття було знесено будівництво Мала Вага, Будинок офіцерів та частина дерев'яних лавок. У наступні роки ратуша була зруйнована — спочатку планувалося знести лише найбільш пошкоджений житловий будинок. На жаль, з'ясувалося, що демонтаж газону спричинив руйнування стін ратуші, який також був зруйнований. Планована реконструкція суконна вступила в силу тільки в другій половині дев'ятнадцятого століття, перш ніж старі кіоски демонтовано, і поверхня була покрита впорядкованим тротуаром. У 1852 р. Залізні лавки були зруйновані, а потім всі інші кіоски та лавки на західній стороні Салону.
ХІХ століття, і особливо його друга половина, є часом інтенсивних змін у появі приміщень навколо Ринкової площі. Сьогоднішня поява майже всіх будівель формувалося в той час. Також були побудовані нові будинки на місці декількох зруйнованих середньовічних будинків — ці «нові» структури можна було б розраховувати на Шість Ринкових площ.
Реконструкція Головної площі розпочалася у серпні 2005 р. З робіт на боці пам'ятника Адаму Міцкевичу. Крім заміни поверхні, робота також включала заміну енергетичної та каналізаційної мережі, установку волоконної оптики. Також було встановлено спеціальні водозабори для флористів.

### Маріацький костел

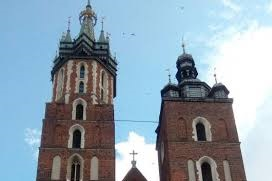
Вежі храму (сучасний стан)

Сучасний зовнішній вигляд храм здобув внаслідок перебудови у 1392—1397 роках. Перший храм на цьому місці був споруджений у 1221—1222 роках. 1241 року церква була зруйнована монголо-татарами. У 1290—1300 роки було збудовано частково на попередніх фундаментах ранньоготичний зальний храм, який був освячений близько 1320—1321. У 1392—1397 храм був перебудований під базиліку.
У XV столітті обвалилась частина хрестово-реберних склепінь презбітерія, після чого у 1442 році майстер Ципсер виклав нові дещо спрощеного вигляду, додавши низку чисто декоративних ребер. 1478 році споруджений гострий готичний шпиль.

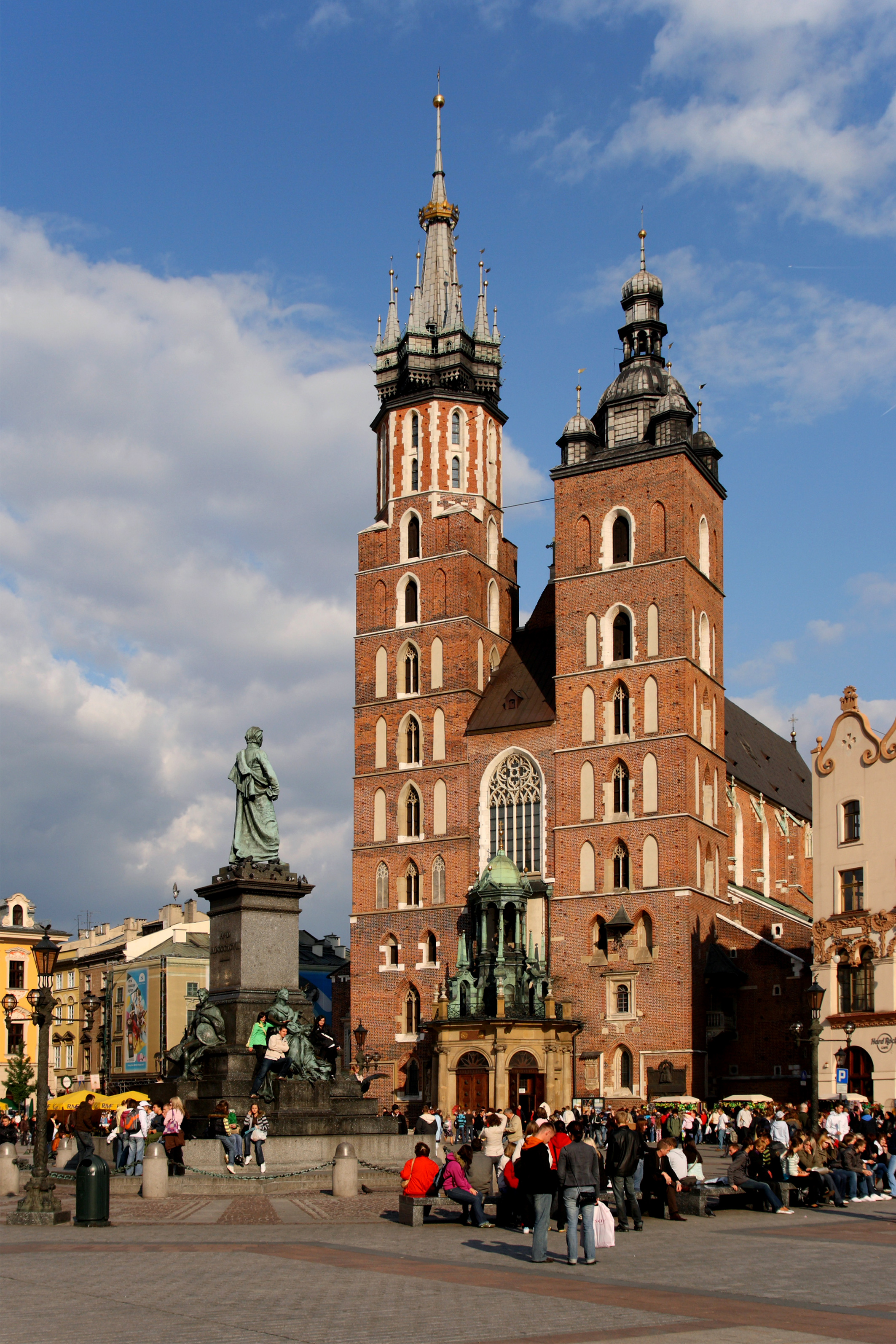
Маріацький костел, сучасний вигляд

У 1585—1586 роках стараннями архіпресвітера Героніма Поводовського (Hieronim Powodowski) виконано нову поліхромію інтер'єрів та змінено деталі внутрішнього убранства. 1666 року додана корона другої вежі.
Близько 1750 року за вказівкою архіпресвітера Яцека Августина Лопацького (Jack August Łopacki), інтер'єр повністю перебудований у стилі пізнього бароко за проектами Франческо Торіані і Франческо Плачіді. Понижено дах над пресвітерієм і головною навою, в інтер'єрі впроваджено артикуляцію стін пілястрами. При цьому було втрачено багато оригінальних кам'яних оздоб XIV—XV ст. Оновлено 26 вівтарів, спорядження, обладнання, лави, картини, стіни у 1753—1754 роках прикрашені кольоровими розписами Анджея Радванського. З цього періоду походить пізньобароковий ґанок.
У 1887—1891 роках під керівництвом Тадеуша Стриєнського проведено реставрацію. Відкриті з-під тиньку автентичні готичні елементи змінили уявлення істориків мистецтва про первинний вигляд храму. Рівень віднайдених під тиньком каменярських оздоб виявився несподівано вищим, ніж цього очікували історики мистецтва. Стриєнський запросив до співпраці скульпторів Владислава Хросьнікевича та Адама Трембецького, які виконали реставрацію, або повне відтворення кам'яних деталей. В інтер'єр впроваджено неоготичні розписи за проектом Яна Матейка, з яким співпрацювали Станіслав Виспянський і Юзеф Мегоффер — автори вітража у вівтарах і над основними органами.
Наприкінці XX століття в храмі була проведена комплексна реставрація, завдяки якій базиліка отримала сучасний блиск. Близько 1912 року в костелі встановлено 12 статуй святих, створених скульптором Зигмунтом Лангманом.

### Вежа Ратуші

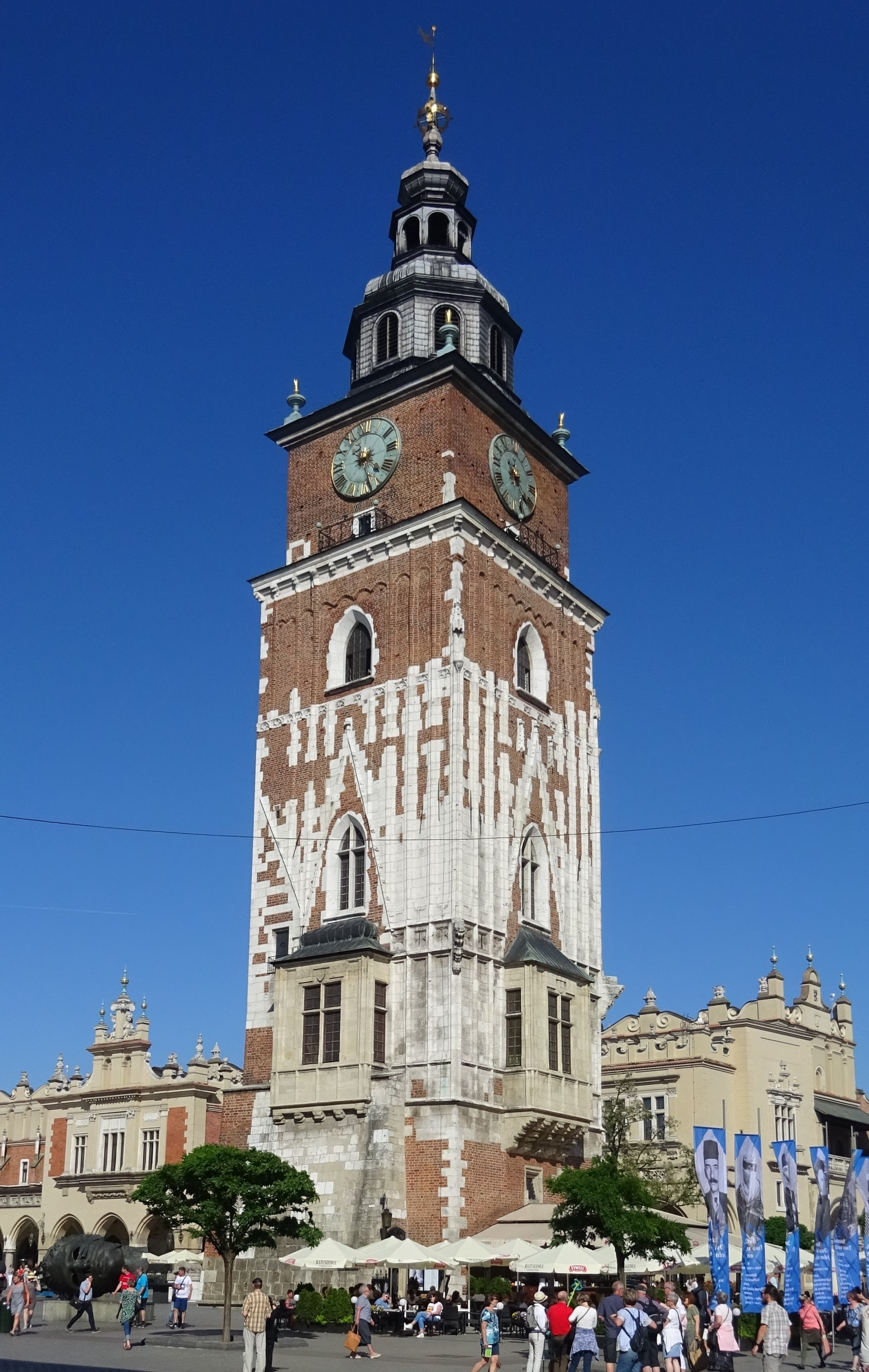
Сучасний вигляд вежі Ратуші

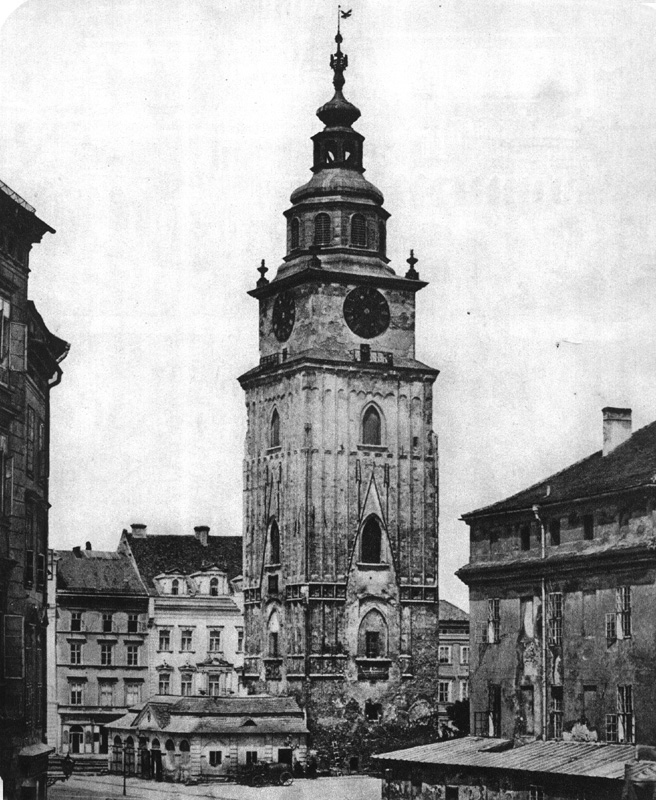
Вигляд вежі в 18 ст.

Вежа Ратуші — готична башта з XIV століття, розташована на Ринковій площі в Кракові висотою 70 м. Залишилась з ратуші, зруйнованої в 1820 р., — тоді — головна адміністративна будівля Кракова.
Серед будівель на Ринковій площі виділяється ратуша зі своїм силуетом: висока башта, увінчана готичним куполом з годинником, з прилеглим тілом, замкнутим трикутним стовпом та житницею.
Перша згадка про башту Ратуші походить з 1383 року. У 1434 році роботи на башті очолював Ярр із Торунь. Башта була покрита свинцевим листом зеленого кольору. У 1524 році на вежі було встановлено годинник з Нюрнберга. У 1556 році після пожежі купола вежа була відновлена.
24 травня 1680 , в результаті удару блискавки в башту, сталася пожежа, в результаті якої згоріли шпиль, годинник, дзвін розплавився, а сама вежа згоріла на половину. Відтворення башти в 1683 р. — 1686 р. очолював королівський архітектор Петро Бебер . Він підняв башту, спроектував новий, вражаючий бароковий купол, але без годинника. Працював королівський архітектор, ймовірно, не надто надійно, так як в 1702 році повідомлялося, що шпиль «був в руїнах». Барокова вежа вижила, у той час біля башти була побудована ратуша, яка була в різних формах до 1946 року.
1 березня 1817 року на зборах Свободного міста Кракова було прийнято рішення знести частину будівлі ратуші, в якій розташовано житницю. У заключній частині резолюції говориться: Tower Hall, однак, місце для головного охоронця, то Хауптвахе і тіло старої ратуші з боку вежі, щоб залишитися в цілому. У 1820 році було зруйновано житницю, внаслідок чого з'явилися стіни власної ратуші, що, в свою чергу, призвели до знесення всього будинку. Лише башта залишилася.
У 1906 році компанія «Stanisław Gabriel Żeleński» хотіла профінансувати проект годинника з підсвічуванням на вежі, але це не відбулося. У 1927—1930 роках, після реконструкції башти, яку очолив Францишек Мочиньський, було вирішено видалити штукатурку з башти. Під час останньої реконструкції вежі в роки 1962—1966 , проведеного Wiktor Зін і Владиславом Грабського, реконструйовані еркери на першому поверсі і стелю першого поверху, а також купол піддається технічному обслуговуванню і ремонту. Вежа в даний час є філією Історичного музею міста Кракова .

### Сукенниці

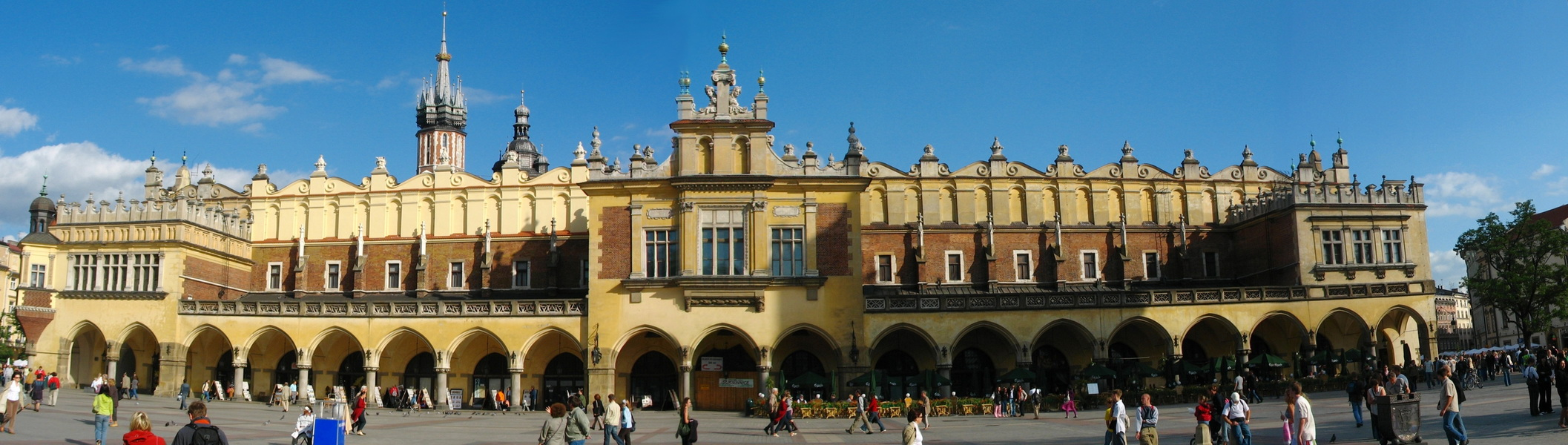
Сукенниці (сучасний вигляд)

Тканинний зал у Кракові — це історичний будинок для одягу, розташований у центральній частині Ринкової площі в Кракові. Тканинний зал багато століть переживав багато змін, і його нинішня форма не є подібною до старого тканинного залу. Ще в 1257 р. вони складали подвійний ряд кам'яних лавок, що утворили своєрідну алею посеред Ринкової площі. Тканинний зал у цій формі зберігся до середини XIV ст. Прототипом сьогоднішнього залу були гарні стільниці, оточені хатами, стійлами та ларьками. Близько 1300 проспектів з дахами було покрито, що надало їм зовнішній вигляд ринкової зали. У такій формі вони збереглися до середини XIV століття.

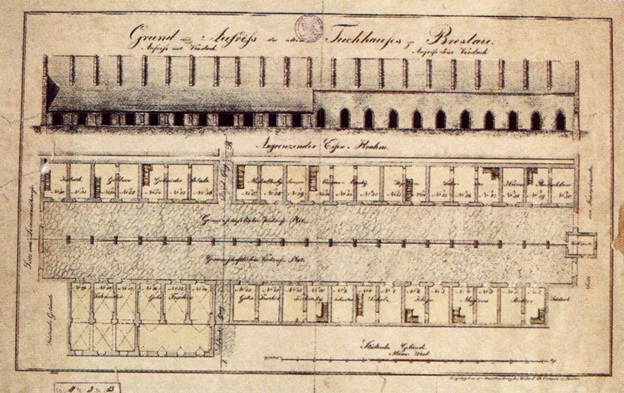
План станом на 1821 р.

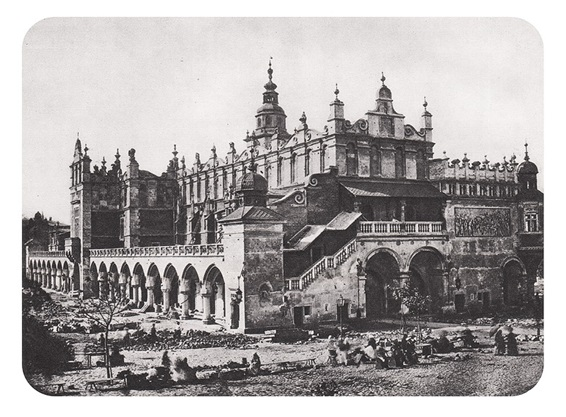
Сукенніце під час реконструкції, Ігнація Крігер (1878)

Новий готичні зал поставив король Казимир III, приблизно 1358. Центральний зал з довжиною 108 м і шириною 10 м на обидві сторони мають два додаткових рядів кіосків на глибину 7,5 м. У довгій осі було 18 кіосків, які були покриті склепіннями, відкритими і всередині з овальними або напівкруглими порталами. На південній і північній сторонах були побудовані двоколірні, аркові аркади. Вони вже нагадали про форму існуючого залу. Ця будівля пробула як готична до 1555 року, коли її спалили.
У 1556—1559 роках розпочалося відновлення спалених Сукенниць. Роботу очолив майстер Панкраті, який закрив великий зал будівлі. Тоді будівля була увінчана парапетом підрозділів аркади і гребінь з горгулею проекту Санті Гуччі . Також було додано лоджії на колонці, розроблена Яном Марією Падовано.
У рамках організації Ринкової площі в 1875—1879 роках зал був перебудований за проектом Томаша Прілінського. Нижня зала була перетворена в серію дерев'яних торговельних кіосків, розташованих вздовж стін. На вершинах на східній стороні розміщені маски, що зображують карикатурами тодішніх президентів Кракова (по Walery Gadomski на основі малюнків Яна Матейка). Нижній зал був оформлений в 1895. гребенів польських міст, світлиця була адаптована до потреб музею.
Сьогодні в Сукненніці є два ряди кіосків, переважно з ювелірних виробів, сувенірів та ремесел. На сьогоднішній день на першому поверсі Тканевого залу (у колишньому гагаузі) знаходиться Галерея польського живопису та скульптури XIX століття. Це філія Національного музею. На першому поверсі Тканорного залу є також знамените кафе «Норорольський» . Під зовнішньою частиною тканинного залу збережене старовинне та ефективне газове освітлення.

### Флоріанська брама

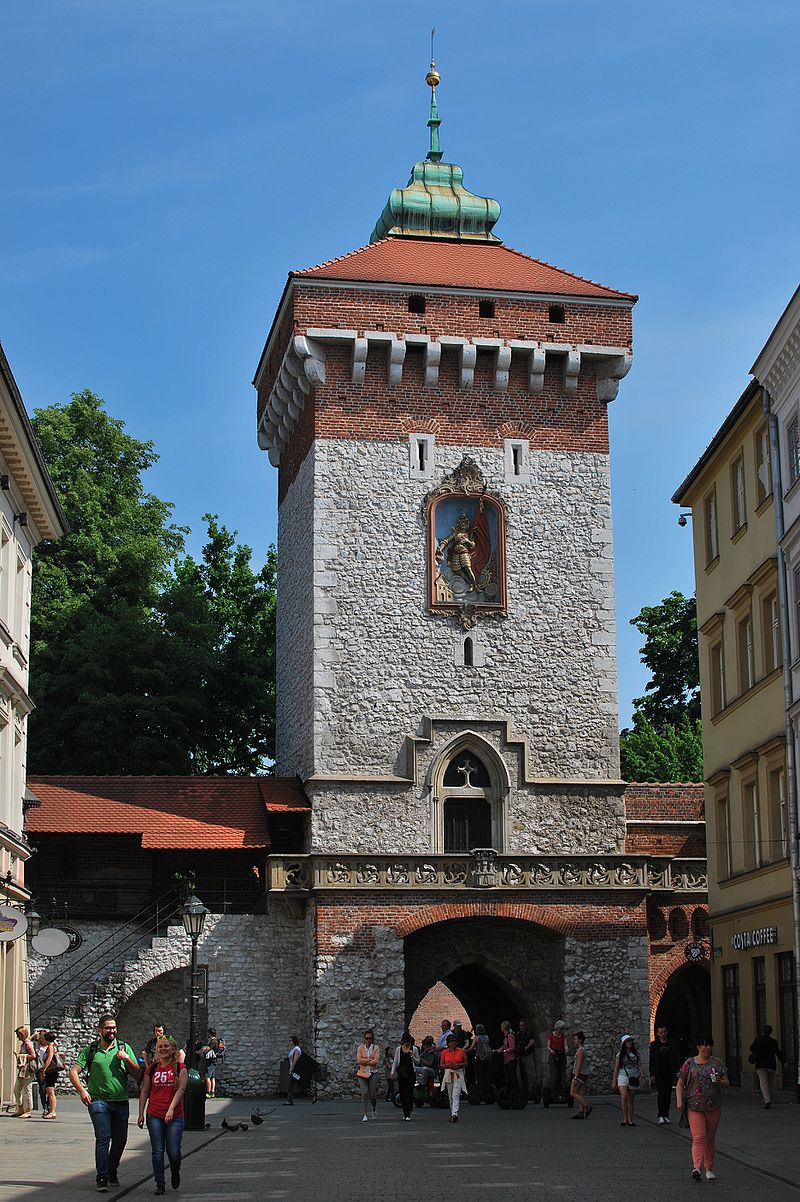
Сучасний вигляд воріт

Флоріанська брама (ворота Святого Флоріана)— середньовічні ворота, розташовані в Старому місті в Кракові на початку Флоріанської вулиці, на перетині з вулицею Піярською. Це залишок колишніх міських стін. Її висота становить 34,5 м. Над входом (з боку Плантів) розміщено барельєф з орденом «П'яст», зроблений Зигмунтом Лангманом за дизайном Яна Матейки. З врутрішнього, міського боку, розташований барельєф вісімнадцятого століття, із зображенням св. Флоріана. Барокова корона Флоріанської брами була зроблена в 1660 році. В даний час ворота є частиною туристичного маршруту оборонних стін.
У XIII—XIV століттях Краків був оточений оборонними мурами. Згадки про Флоріанську браму в писемних джерелах датуються 1307р. Дорога до Клепажа, проходила крізь Флоріанську браму; від неї також почався Королівський шлях до Вавеля. У 1565—1566 рр. біля Флоріанської брами був побудований муніципальний арсенал. У 1694 році брама разом з  іншими оборонними укріпленнями пройшли капітальний ремонт.

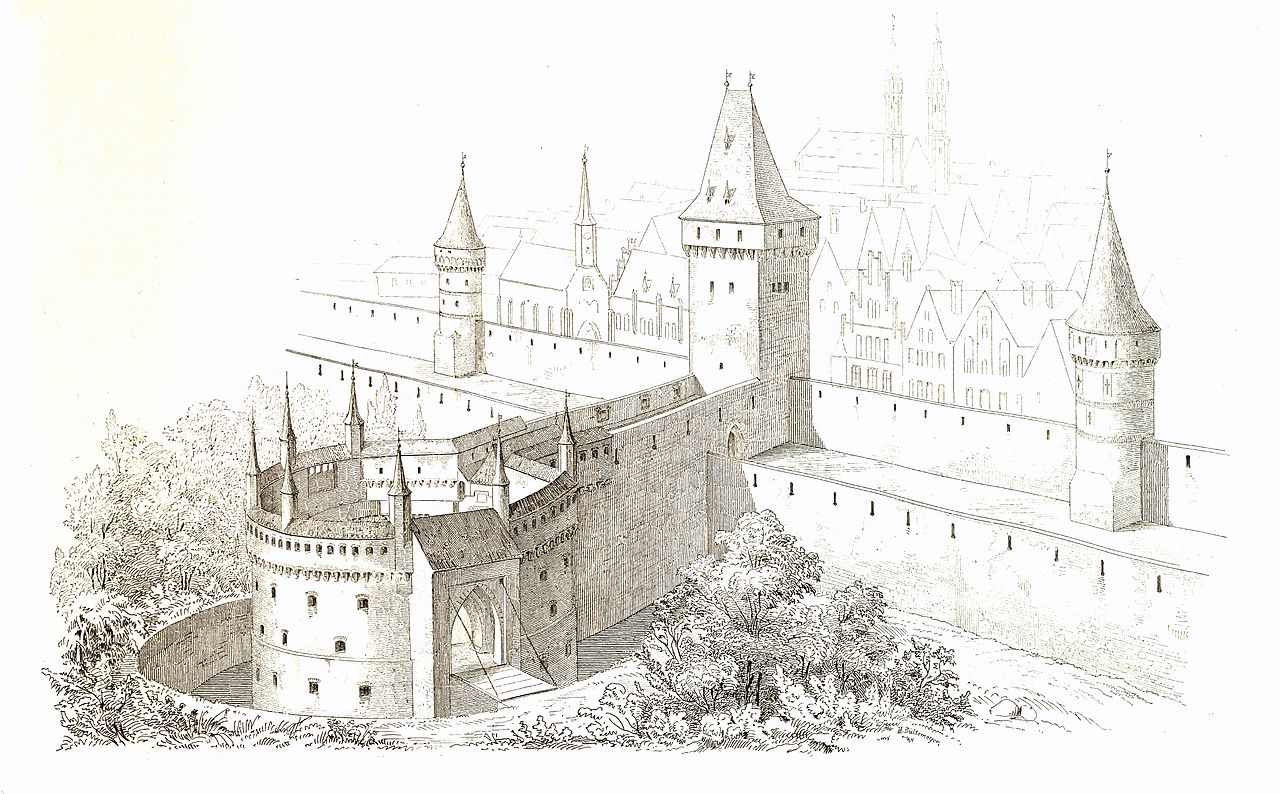
Початковий вигляд Флоріанської брами та Барбакану (1857)

На початку 19 століття планувалося знести всі міські мури навколо Старого Міста. Щоб якось їх захистити проф. Фелікс Радванський писав: «Вони захищають від вітрів, що дмуть з Клепажу у бік Маріацького костелу. Недобрі ті вітри, бо сморід і сміття будуть переносити, а ще, будуть безбожно піднімати спідниці матерів і жінок». 13 січня 1817 Радванський виграв рішення у сенаті Краківської Республіки залишити фрагменти середньовічних укріплень для нащадків. Таким чином, деякі стіни були збережені, включаючи Барбакан, Флоріанську браму і три вежі. У 1882 році брама вбереглася від знесення вдруге. Це зробив князь Владислав Чарторийський. Міська рада погодилася з ним, за умови, що ворота та башта будуть виглядати приблизно так як в середині 18 століття. У 1889р. кардиналом Альбіном Дунаєвським була завершена та освячена надбрамна каплиця.
На початку 20-го століття, коли в місті було запущено електричний трамвай ворота планувалося розібрати. Лінія мала проходити крізь браму, але проїзна арка була замала для  вільного проїзду трамваєм. Врешті-решт, було вирішено поглибити прохід і таким чином ворота було збережено.

## Кам'яниці

### Палац Лариш

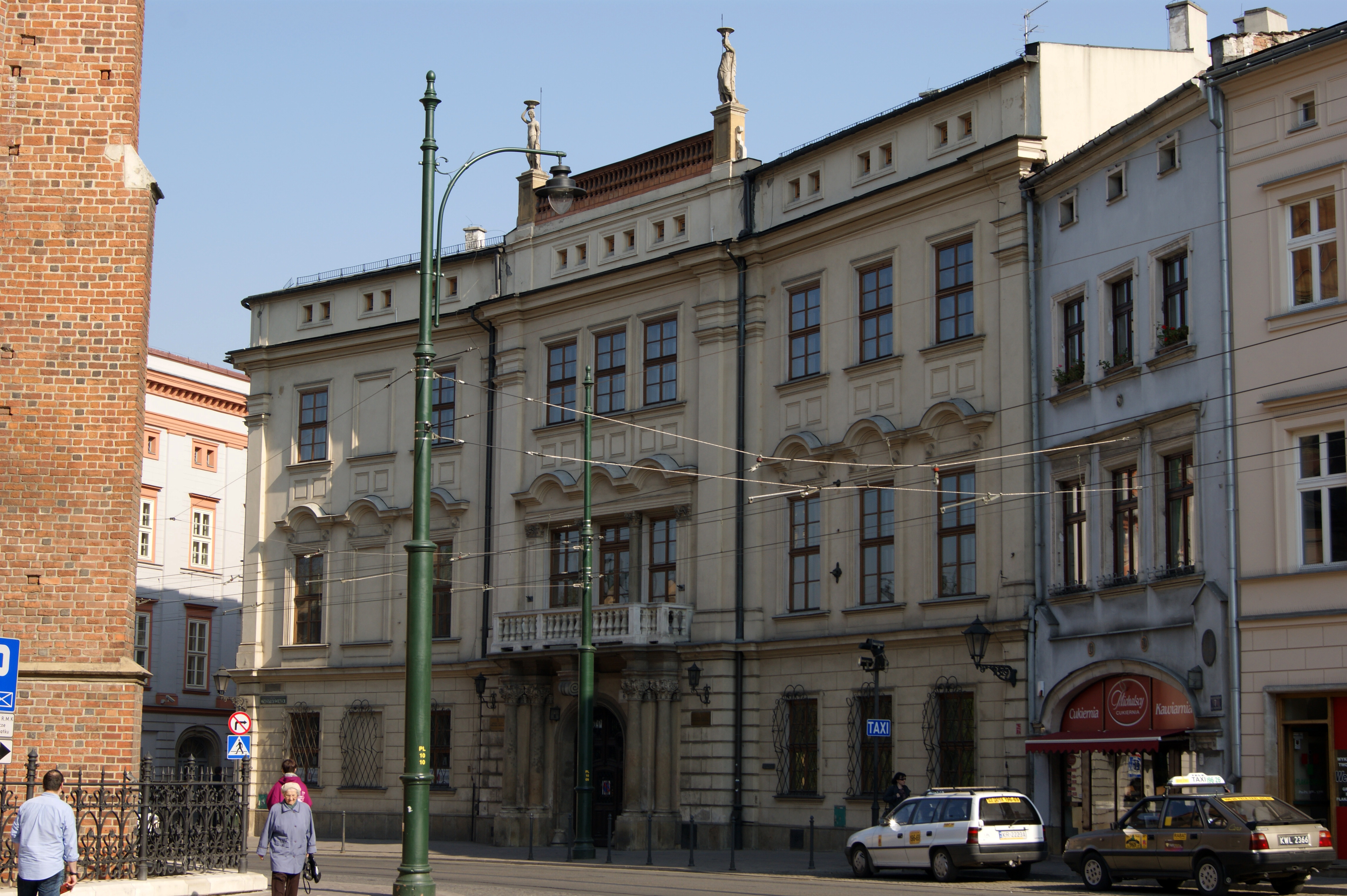
Палац Лариш (сучасний стан споруди)

Палац Лариш у Кракові — історичний палац на куті вулиці Бракка, 12 та площі Свєнтич, 6, який наразі належить факультету права та управління Ягеллонського університету .Це одна з найбільш характерних світських будівель на площі Всіх Святих. На куті площі та вулиці Брачки ми бачимо монументальний палац барона Кароля Лариша.
На початку 40-х рр. Губернатор Брацлав — Стефан Джордан купив кутовий будинок і два будинки від вулиці Браччини.
У 1743—1765 рр. Будівлі були об'єднані та перетворені в бароковий палац за проєктом італійського архітектора Франческо Плачіді. Заснована будівля в стилі бароко, головний фасад організований з Брацком-стріт, поставивши там два вхідних портали і монументальні, представницькі, сходи.
У 1790 році незакінчена будівля була придбана князем Массальським.
Наступні зміни відбулися в 1815 році, коли архітектор Щепан Гумберт купив будинок у той час і змінив фасад на неокласичний. У 1833 році відбулася ще одна зміна власності. Новим покупцем став поміщик, виробник шовку, співзасновник Краківської ремісничої школи, благодійник-барон Кароль Лариш. Як і більшість будівель на цьому місці, цей палац був зруйнований полум'ям вогню в 1850 році. Реконструкція зруйнованої будівлі тривала чотири роки і була пов'язана з включенням ще двох житлових будинків зі сторони площі Всіх Святих. Палац був перебудований, але він не мав нічого спільного з бароковим складом Плакідіди, не кажучи вже про середньовічні бюргерські споруди. Був створений монументальний нео-бароковий будинок Павла Баранського.
У 1854 році Лариш подарував місту палац. З тих пір він втратив житлову функцію, перетворившись на комунальне господарство. У наступні роки в колишній резиденції розмістилася перша Краківська викладацька семінарія та школа вправ. Деякий час власник палацу також був господарем.
З 1895 р. Будинок був орендований міською радою, не пристосовуючись до всіх відділень у сусідньому Веліпольському палаці. Однак до 1903 року будівля була адаптована до офісів податкових, економічних і промислових підрозділів та окружної шкільної ради.
У 1913 році філія купила будинок у власність. Через три роки деякі художники з Польського прикладного мистецтва розробили інтер'єр для Джуліуса Лея, президента міста.
Вигляд, який ми можемо побачити сьогодні, є заповітом архітектури історичності 19 століття. Вражаючі, близнюки, вхідні портали ведуть від вулиці Брачко та площі усіх святих. Фасад, на відміну від припущень Плачиди, був поміщений у площі Всіх святих. Монументальний портал, інтегрований у центрально розташовану проєкцію, носить піаніно-ніби на другому поверсі. Весь будинок увінчаний горищем, в якому середня частина показує дві теракотові фігури.

### Палац Потоцьких

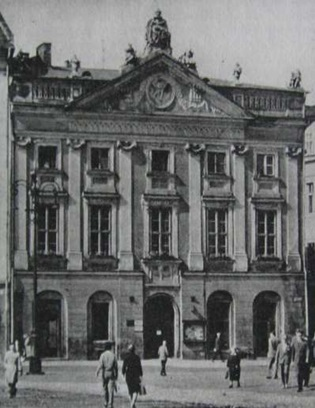
Фасад будівлі вкінці ХІХ ст.

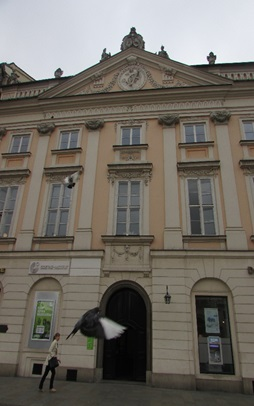
Сучасний вигляд фасаду

На початку чотирнадцятого, приблизно, до 1312 року вже був цегляний кам'яний двоповерховий будинок у формі літери L. Він належав до Германа Рацибура. Джерела були відзначені в роках 1336, 1340 і 1362. У чотирнадцятому та п'ятнадцятому століттях будівля була розширена. Однак, спираючись на аналогію з роботами та змінами, що відбувалися на сучасному ринку, найімовірніше, був створений третій цегляний майданчик. Петрова пристань була створена. Головне крило було пов'язано з бічним крилом, розташованим на бік вулиці Брачко.
В останній чверті шістнадцятого століття і першої чверті сімнадцятого століття, палац зазнав великої реставрації. Інвестором цієї реконструкції виступив державний скарбник Ян Фірлі. Після проведених робіт палац зберіг в собі всі елементи, що входять до палацу, з двору, аркадами лоджію. На жаль, не збереглися прикраса парадних залів першого поверху, яка складалася з численних статуй, кам'яних карнизів і численних картин. З тих пір будівля залишалася виключно в руках магнатів. Після смерті Firley палац належав герцогам Vishnyevetskis, і з самого початку вісімнадцятого століття до губернатора Києва, koronnego- Великого гетьмана Станіслава Потоцького, який продав його Алдерман krakowskiemu — Ілля Wodzickiemu.
Новий власник перебудував у класичному дусі, відображаючи архітектуру мистецтва станіславських часів. Модернізація в 1774—1777 роках проходила під керівництвом Фердинанда Накса. П'ятиповерховий триповерховий фасад створено за великим архітектурним порядком. На тлі справи Марса та Беллона надягають тімпану з гербами «Стариконь» та «Прус III».

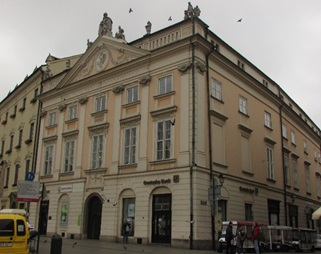
Палац Потоцьких (сучасний стан)

Наступна реконструкція резиденції відбулася в 1778—1783 рр. І була виконана тодішньою власницею графині Ельжетта Водзіцкі . Архітектор Фердинанд Накс подарував палацу особливості ранньохранічного стилю. У наступні десятиліття його власники часто змінювалися. Вони жили в ньому, серед інших Вісьньовці, Яблоновський та Радзивилов . В кінці 19 століття будівля стала власністю сім'ї Потоцьких . За їхніми рекомендаціями в 1896—1898 роках був зроблений ресторан резиденції, який перетворив інтер'єр кімнат на першому поверсі та частково реконструював внутрішній дворик. Автор цих змін був архітектор Кароль Заремба .
Відзначимо, що фасад має квадратну площу: її база дорівнює її висоті. До цього дня збереглося архітектурне та скульптурне оформлення приходських кімнат на другому поверсі: штукатурка, каміни, панелі, столярні вироби та світильники.
У двадцятих роках ХХ століття реставрація палацу проводилась з повагою до попередньої історичної структури. Роботу виконували Людвік Войтчико та Казімеж Очинський, на замовлення тодішнього власника, Францішека Салезі Потоцького. Під час подальшої реставраційної роботи, проведеної в 1979 році, в підвальній стіні була виявлена дерев'яна скринька. Після її відкриття були вилучені мумії собаки та пергаменту з короткою історією палацу та нотою про поховання. На листку написано: «Тут лежить Grypsia Mopsiczka, улюблений друг принцеси Ванди вважає Оссолінських Джаблоноуск і міс Валерії Littich».
Сьогодні ми бачимо п'ятиповерховий, триповерховий фасад, вирішено за великим архітектурним порядком. Пілястри, основою яких є перший поверх будівлі, підтримують високий антаблемент, з яких чотири центральних додатково підтримують тимпан. Будинок увінчаний балюстрадним горищем, декорованим флаконом. Трикутна трипільниця з плащами «Стариконь» та «Прус III» виходить перед обличчям мансарди, в супроводі виступів Марса та Беллони. Фасад має квадратну площу: її база дорівнює її висоті від ринкової пластини до кінчика тимпана.

### Будинок під евангелістами

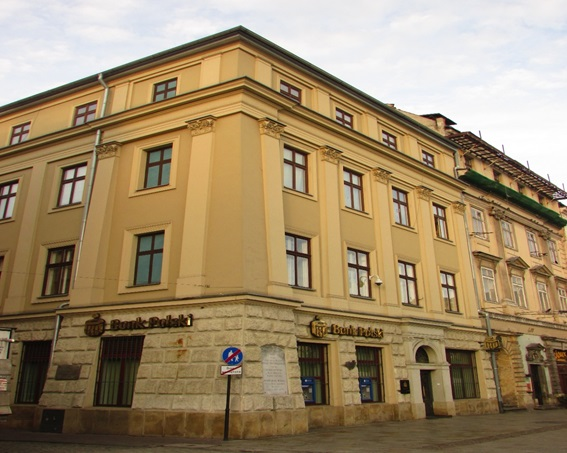
Будинок під евангелістами (сучасний стан)

Будинок під євангелістами, іноді називають Ланкоронський будинок. Будинок споруджений на початку 15 століття, але його спинка, що належала до майна на вул. Брачці 3/5, функціонувала раніше.
Будинок належав родині Hozjuszy і там повинен був народитися Гозій, пізніше кардинал, єпископ Вармії, prymas- захисника католицької віри і переконаний противник Реформації. Потім будинок став власністю сім'ї Морштинів, а пізніше і сім'ї Ланкоронських.
Після останнього останки каплиці збереглися, на першому поверсі, серед них: штукатурка з сімнадцятого століття та близько ста років більш старовинні настінні розписи.
Після шведського потопу близько 1688 року будівля була перебудована. У той час був створений монументальний вхідний портал з фігурами чотирьох євангелістів. У 1907 році будинок для реконструкції був реконструйований для потреб Галицького іпотечного банку, який відзначають табличку.

## Площі
- Головний Ринок
- Маріацька площа
- Площа Щепанська
- Площа Святої Марії Магдалини
- Площа Всіх Святих

## Храми
У межах Старого Міста розташовані:
- Маріацький костел;
- Церква святого Войцеха;
- Церква Петра і Павла;
- Церква святого Андрія;
- Церква святого Егідія;
- Церква святої Варвари;
- Церква святого Франциска Ассизького;
- Церква святих Івана Хрестителя та Івана Євангелиста;
- Церква святого Казимира Королевича;
- Церква Матері Божої Сніжної;
- Церква святого Мартина;
- Церква святого Марка;
- Церква святої Анни;
- Церква Преображення Господнього;
- Церква святого Томи;
- Церква святої Трійці;
- Церква святого Норберта — українська греко-католицька церква.